# The Power (chanson)
Pour les articles homonymes, voir The Power.
The Power est une chanson du groupe de musique allemand Snap! (featuring Turbo B & Penny Ford (en)) issu de leur album World Power (en) sorti en 1990.

## Historique
Sortie en single en janvier 1990, la chanson a atteint la place numéro 1 aux Pays-Bas, en Suisse et au Royaume-Uni, ainsi que sur l'US Billboard Hot Dance Club Songs et Hot Rap Songs. Sur le Billboard Hot 100, The Power a atteint la place numéro 2.

## Classements et certifications
| Pays et classement (1990)                               | Meilleure position |
| ------------------------------------------------------- | ------------------ |
| Australie (ARIA)                                        | 13                 |
| Autriche (Ö3 Austria Top 40)                            | 3                  |
| Belgique (Flandre Ultratop 50 Singles)                  | 3                  |
| Belgique (VRT Top 30 Flandre)                           | 2                  |
| Canada (Dance/Urban)                                    | 1                  |
| Canada (Top Singles)                                    | 16                 |
| Europe (Eurochart Hot 100)                              | 1                  |
| Finlande (Suomen virallinen lista)                      | 3                  |
| France (SNEP)                                           | 15                 |
| Allemagne (Media Control AG)                            | 2                  |
| Irlande (IRMA)                                          | 5                  |
| Italie (FIMI)                                           | 4                  |
| Pays-Bas (Nederlandse Top 40)                           | 1                  |
| Pays-Bas (Single Top 100)                               | 1                  |
| Nouvelle-Zélande (RMNZ)                                 | 6                  |
| Norvège (VG-lista)                                      | 3                  |
| Espagne (AFYVE)                                         | 1                  |
| Suède (Sverigetopplistan)                               | 3                  |
| Suisse (Schweizer Hitparade)                            | 1                  |
| Royaume-Uni (UK Singles Chart)                          | 1                  |
| États-Unis Billboard Hot 100                            | 2                  |
| États-Unis Billboard Hot Black Singles                  | 4                  |
| États-Unis Billboard Hot Dance Club Play                | 1                  |
| États-Unis Billboard Hot Dance Music/Maxi-Singles Sales | 1                  |
| États-Unis Billboard Hot Rap Singles                    | 1                  |
| États-Unis Cash Box                                     | 2                  |

| Chart (1990)                     | Position |
| -------------------------------- | -------- |
| Australie (ARIA)                 | 65       |
| Autriche(Ö3 Austria Top 40)      | 13       |
| Belgique (Ultratop 50 Flandre)   | 27       |
| Canada (RPM Top 50 Dance Tracks) | 3        |
| Italie (FIMI)                    | 18       |
| Pays-Bas (Dutch Top 40)          | 7        |
| Pays-Bas(Single Top 100)         | 5        |
| Suisse (Schweizer Hitparade)     | 9        |
| États-Unis (Billboard Hot 100)   | 26       |
| États-Unis (Cash Box)            | 31       |

| Pays        | Certification | Ventes certifiées |
| ----------- | ------------- | ----------------- |
| Allemagne   | Or            | 250 000           |
| Pays-Bas    | Or            | 75 000            |
| Espagne     | Platine       | 50 000            |
| Suède       | Or            | 25 000            |
| Suisse      | Or            | 25 000            |
| Royaume-Uni | Argent        | 200 000           |
| États-Unis  | Platine       | 1 000 000         |

## Reprises et samples
- La chanson est reprise en 2002 par le groupe allemand H-Blockx.
- En 2003, la chanson est remixée par Motivo, avec des voix indiennes de Joshilay, sous le titre Snap! Vs. Motivo – The Power (of Bhangra).
- En 2010, Swizz Beatz utilise un sample de la chanson dans la seconde partie du remix officiel de Power de Kanye West.
- En 2013, Lena Philipsson est reprise pour célébrer les 70 ans de la reine de Suède Silvia Sommerlath.
- En 2017, la chanson Give It All (With You) de Santigold et Vince Staples, générique de fin du film Power Rangers, reprend un sample de The Power.